# Opuntia atropes
Opuntia atropes ist eine Pflanzenart in der Gattung der Opuntien (Opuntia) aus der Familie der Kakteengewächse (Cactaceae). Das Artepitheton atropes leitet sich von den lateinischen Worten ater für ‚schwarz‘ sowie pes für ‚Fuß‘ ab und verweist eventuell auf die Dornenfärbung der Art.

## Beschreibung
Opuntia atropes wächst baumförmig mit einem kurzen, schwarzen Stamm, ist reich verzweigt und erreicht Wuchshöhen von 1 bis 3 Metern. Die länglichen bis verkehrt-eiförmigen, tiefgrünen, flaumhaarigen und manchmal glänzenden Triebabschnitte sind 20 bis 30 Zentimeter lang. Aus den kreisrunden, rötlich gelben Areolen entspringen zahlreiche lange gelbe Glochiden und weißliche oder gelbliche Dornen, die im Alter heller werden. Die etwas kantigen Dornen sind 3 bis 6 Zentimeter lang und stehen fast rechtwinklig ab.
Die Blüten sind anfangs gelb und später rötlich gefärbt. Ihr Perikarpell ist flaumenhaarig und mit Dornen sowie Glochiden besetzt. Die Früchte sind verkehrt-eiförmig.

## Verbreitung und Systematik
Opuntia atropes ist in den mexikanischen Bundesstaaten Morelos, Mexiko, Guerrero und Michoacán verbreitet.
Die Erstbeschreibung wurde 1908 von Joseph Nelson Rose veröffentlicht.

## Nachweise